# Biserica Sfântul Bartolomeu din Brașov
Biserica Sfântul Bartolomeu (în germană Bartholomäuskirche, în maghiară Szent Bertalan-templom) este cea mai veche biserică și totodată cea mai veche clădire din Brașov, fiind construită în secolul al XIII-lea și suferind modificări substanțiale în secolul al XV-lea.
Biserica, de confesiune evanghelică-luterană, este situată în cartierul Brașovechi și face parte dintr-un ansamblu de monumente istorice sub numele de Ansamblul bisericii evanghelice „Sf. Bartolomeu” (cod LMI BV-II-a-A-11461).
Ansamblul este compus din trei monumente:
- Biserica evanghelică „Sf. Bartolomeu”(cod LMI BV-II-m-A-11461.01)
- Zidul de incintă cu poarta (cod LMI BV-II-m-A-11461.03)
- Casa parohială (cod LMI BV-II-m-A-11461.04)[3]

## Istoric
Se presupune că biserica Sf. Bartolomeu  a fost construită la începutul secolului al XIII-lea, după ce Cavalerii Teutoni s-au stabilit în Țara Bârsei. Întemeietorul bisericii a fost Hermann von Salza, conducătorul Ordinului Cavalerilor Teutoni din acea vreme, iar la momentul construcției biserica Sf. Bartolomeu era una dintre cele mai mari biserici construite în Transilvania. Prima atestare documentară a bisericii datează din anul 1223.
Biserica Sfântul Bartolomeu a fost cunoscută în epocă și sub denumirea de „Biserica celor trei orfane”. Conform unei legende, trei orfane credincioase și-au donat toată averea bisericii, iar ca semn de recunoștință acestea au fost înmormântate sub altarul lăcașului.
În incinta acestei biserici, Mircea cel Bătrân, domnitorul Țării Românești, a încheiat în anul 1395 un tratat de alianță cu Sigismund de Luxemburg, regele Ungariei.

Biserica Sfântul Bartolomeu în 1922

Potrivit unor istorici, pe parcursul asediilor, sătenii se puteau adăposti și își puteau ascunde proviziile în tunelurile de sub această clădire. Datorită distrugerilor provocate de invazia mongolilor din 1241, ca și de incursiunile tătarilor și ale turcilor din 1421 și 1438, această construcție a suferit restaurări și modificări frecvente. 
Clădirea a supraviețuit mai multor invazii turcești, atacurilor trupelor lui Vlad Țepeș din 1460 și ale lui Gabriel Báthory din 1611, precum și marelui incendiu de la Brașov din 1689. Unele părți ale bisericii au fost avariate în timpul acestor evenimente și au trebuit renovate. În jurul bisericii a fost construit un zid de apărare din piatră care, în afara parții de est care a fost demolată, se mai păstrează și astăzi în forma sa medievală originară.
La începuturile ei Biserica Sf. Bartolomeu a fost o biserică romano-catolică cu hramul Sfântul Bartolomeu, ca ulterior să devină biserică evanghelică-luterană, odată cu Reforma Protestantă din secolul al XVI-lea. În timpul Reformei sașii din Transilvania s-au convertit la credința evanghelică-luterană. Astfel, începând cu anul 1543, biserica a devenit de confesiune evanghelică-lutherană, dar nu ca biserică independentă, ci aparținând de Biserica Neagră atât din punct de vedere administrativ cât și financiar. Separarea de Biserica Neagră a fost obținută în 1863 și s-a menținut până în zilele noastre. Pe peretele vestic al bisericii se află o inscripție care amintește de acest eveniment important.
Corul și încăperile adiacente ale acestuia, altarul precum și cele două capele cu care se închid brațele transeptului spre est, au rămas intacte. Doar turnul bisericii a fost reconstruit în anul 1842, după ce s-a prăbușit în urma cutremurului din 1822. Ulterior cutremurului de la 1822 altarul a fost refăcut în stil clasicist și s-a instalat o nouă orgă cu 25 de registre. Orga care se află în prezent în biserică datează din 1923 și este copia celei din secolul al XVIII-lea.
Sașii care locuiau în Brașovechi au hotărât în anul 1806 să înlocuiască vechiul ceas, instalat la 1741. Orologiul a fost fabricat de un producător german și este încă în stare bună de funcționare, fiind tras de către îngrijitorul bisericii în dimineața fiecărei zile de luni.
Pe peretele sudic al bisericii se află una dintre principalele ei atracții: ceasul solar, la fel de vechi ca biserica în sine. Acesta arată chiar și acum ora exactă cu umbra unei limbi ce cade pe un cadran pe care se află cifre romane și arabe de la 1 la 12.

## Descriere
Întreaga construcție este tributară bisericii Mănăstirii de la Cârța a Ordinului Cistercian, fiind construită în stil romanic cu elemente gotice, precum ogivele care au înlocuit arcurile de la ferestre. Biserica are o lungime de 55 de metri, fiind a doua ca mărime din Țara Bârsei, după Biserica Neagră.

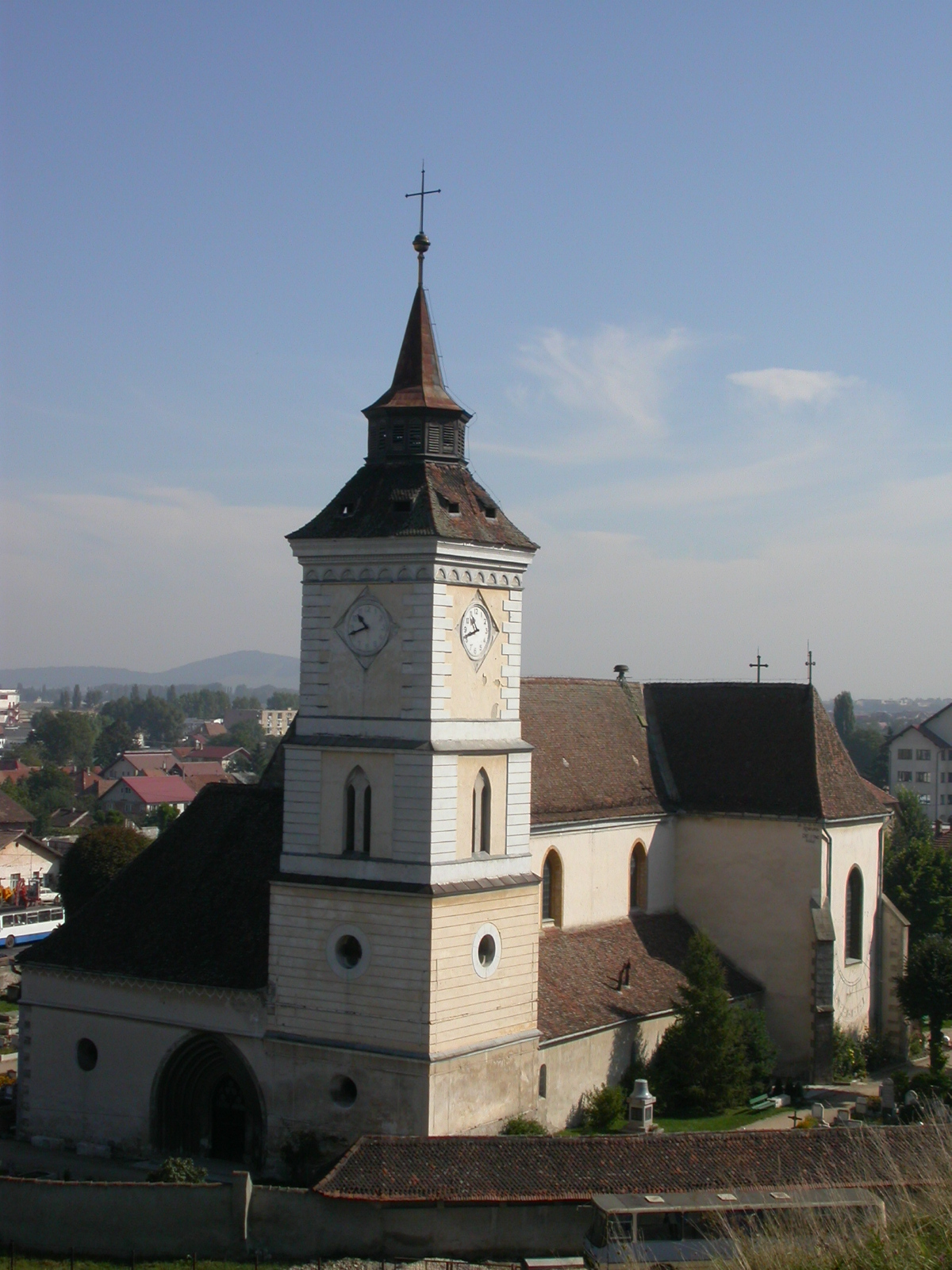
Biserica Sfântul Bartolomeu, latura de sud-vest</br>(vedere de pe Dealul Melcilor)

Biserica este o clădire cu trei nave, cu ziduri masive și este înconjurată de un zid de piatră. În biserică există două capele construite în stil romanic. Planul bisericii este în formă de cruce latină, având transept și un turn în partea de vest. Turnul, asemănător cu cel al Bisericii Negre, este pătrat și nu foarte înalt. Mult mai simplă decât Biserica Neagră, neavând bogăția acesteia, Biserica Bartolomeu impresionează prin masivitate și prin simplitatea liniilor. Totul pare făcut pentru a susține zidurile, bolțile puternice seamănă cu cele de cetate, contraforturile susțin bolțile. Ferestrele sunt în general mici, doar cele ale altarului sunt înalte și subțiri. Geamurile nu au picturi sau vitralii, ci doar sticle colorate cafeniu. Interiorul bisericii este sobru și luminos datorită pereților albi, lipsiți de podoabe.
Sanctuarul și anexele sale constituie partea autentică a monumentului, specifică arhitecturii cisterciene. La exterior, cornișa păstrează o friză continuă de arcaturi pe console, motiv de mai veche tradiție romanică. Distrugerile cauzate de-a lungul timpului au determinat refacerea bolților navelor și transeptului, aspectul actual al bisericii fiind totodată tributar lucrărilor de reconstrucție din anii 1634-1663.
În partea de vest a bisericii au fost proiectate două turnuri, dintre care doar cel de sud-vest a fost terminat, datând în forma actuală din anul 1842. Turnul are trei nivele cu cornișe de brâu. Primul nivel amintește de structura inițială prin ferestrele rotunde cu cvadrilob, al doilea se remarcă prin ferestrele neo-gotice și ultimul nivel este cel pe care este montat ceasul (funcțional și astăzi).
Biserica păstrează în interior piese de mobilier liturgic din secolele al XVII-lea și al XVIII-lea: altarul, amvonul și stranele pictate ale breslelor meșteșugărești. Capela amenajată în nava sudică a edificiului conservă fragmente ale unui ansamblul de picturi murale, ilustrând scene din viața Sfinților Bartolomeu și Nicolae, realizate în ultima parte a secolului al XIV-lea.
Actualul altar principal din biserică datează din anul 1791, iar una din strane datează din 1683.
Altarul a fost modificat în stil clasicist după cutremurul din 1822.
Părțile nordică, vestică și sud-vestică a zidului medieval de apărare sunt originale, iar partea estică și unele părți din partea nordică au fost demolate și reconstruite. În interiorul zidului de apărare se află cimitirul enoriașilor sași din Brașovechi.
De peste 500 de ani, în ultima duminică înaintea zilei de 24 august (ziua Sfântului Bartolomeu), comunitățile săsești din Țara Bârsei, ca și mulți sași stabiliți în străinătate, se adună aici pentru a sărbători hramul bisericii. Slujba festivă este urmată de dansuri și cântece populare germane, acompaniate de fanfară.
În anul 2003 în incinta bisericii s-a deschis un muzeu etnografic cu peste 1500 de exponate donate de emigranți, care prezintă o gospodărie tipic săsească cu piese de mobilier, costume populare săsești, țesături și diverse unelte de tâmplarie, de brutărie, agricole, etc.

## Galerie de imagini

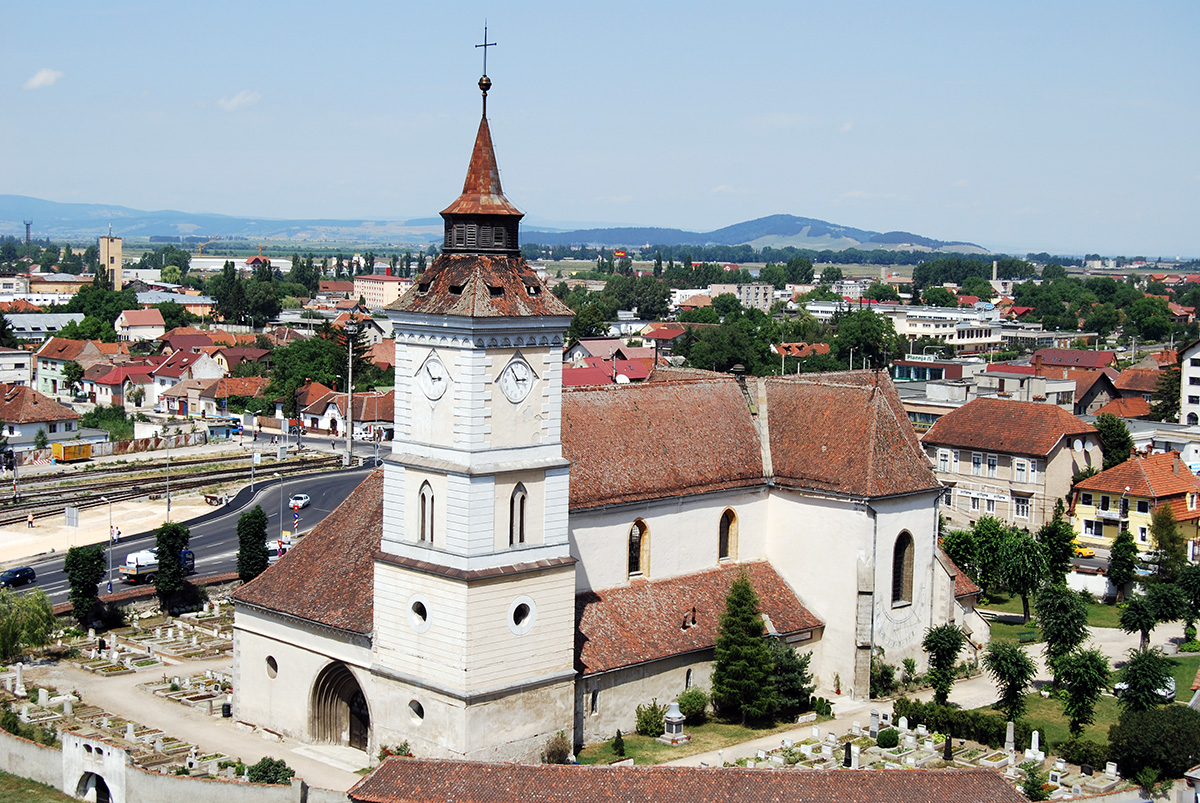
Biserica Sf. Bartolomeu
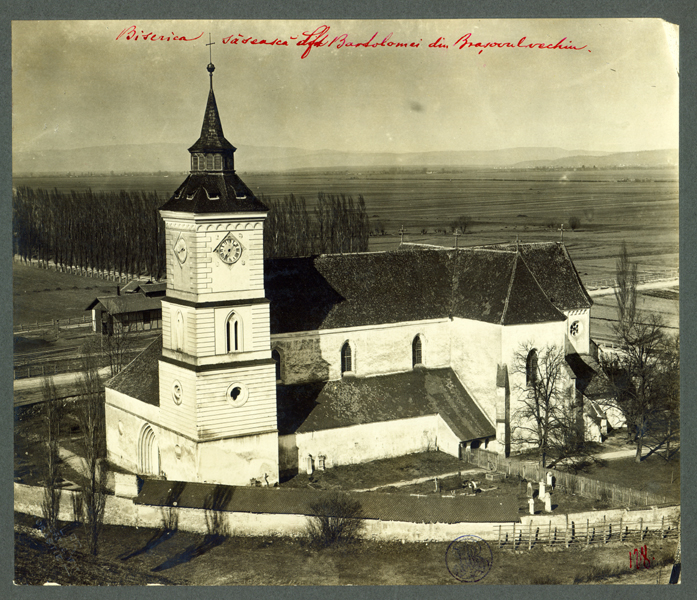
Biserica în jurul anului 1910
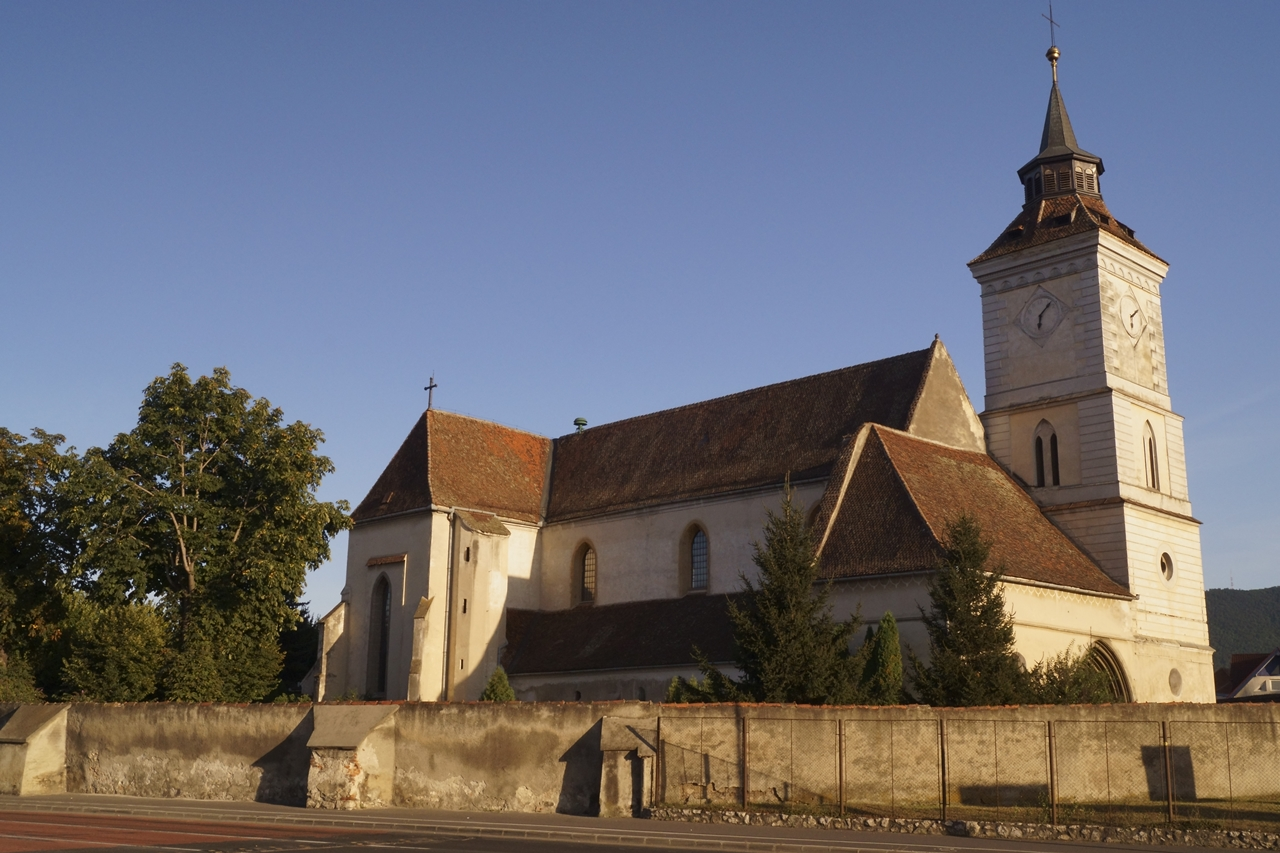
Biserica și zidul înconjurător
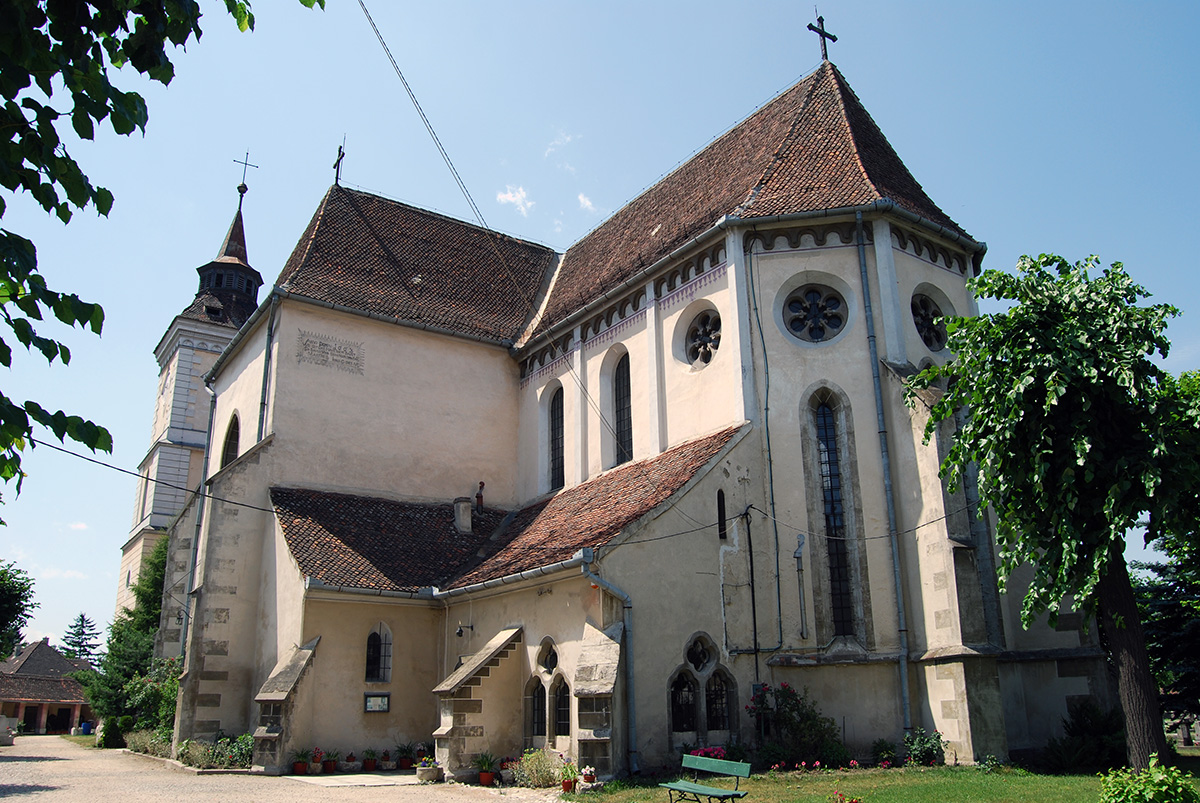
Vedere dinspre cor (prezbiteriu)
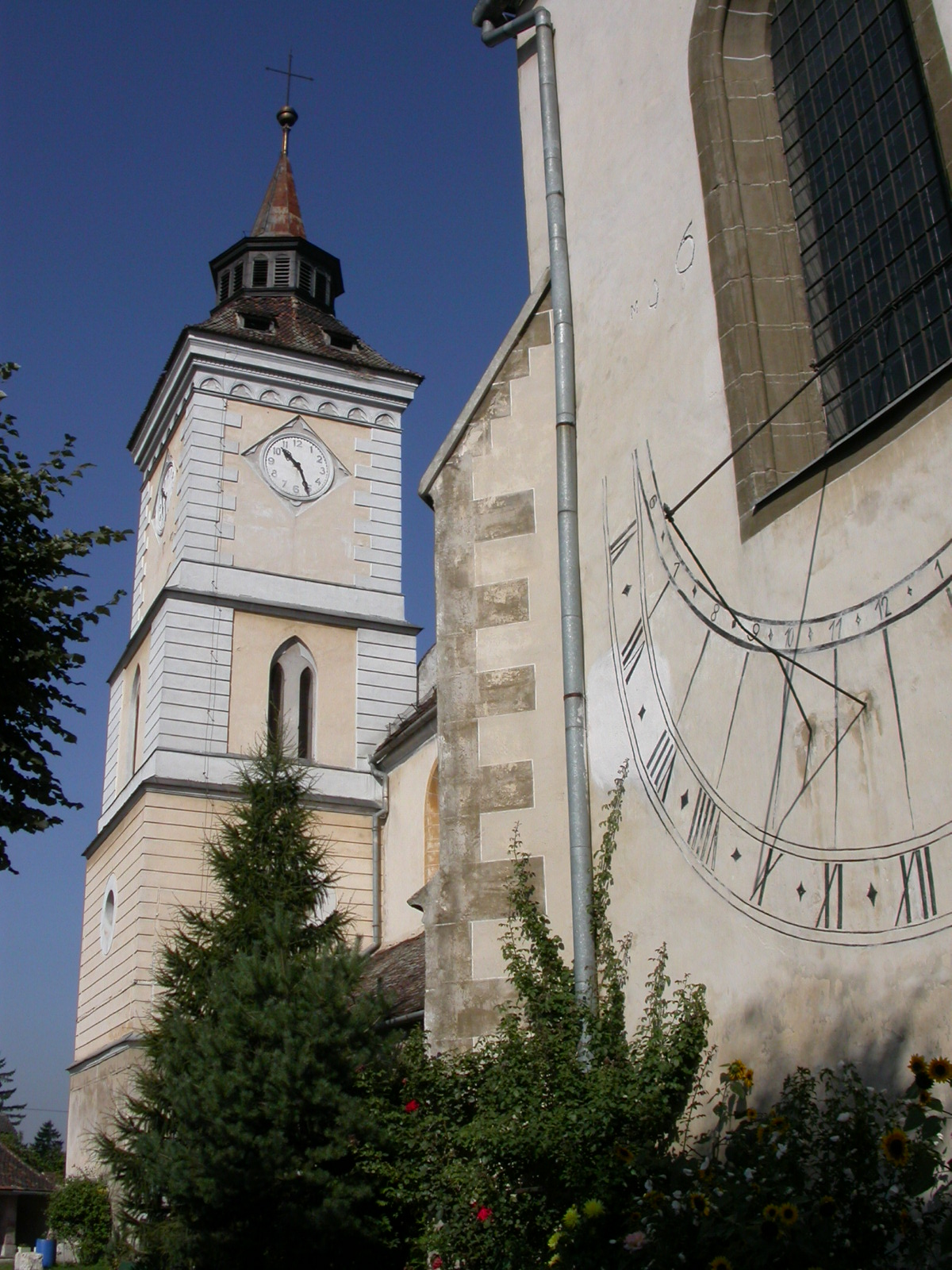
Turnul bisericii și ceasul solar
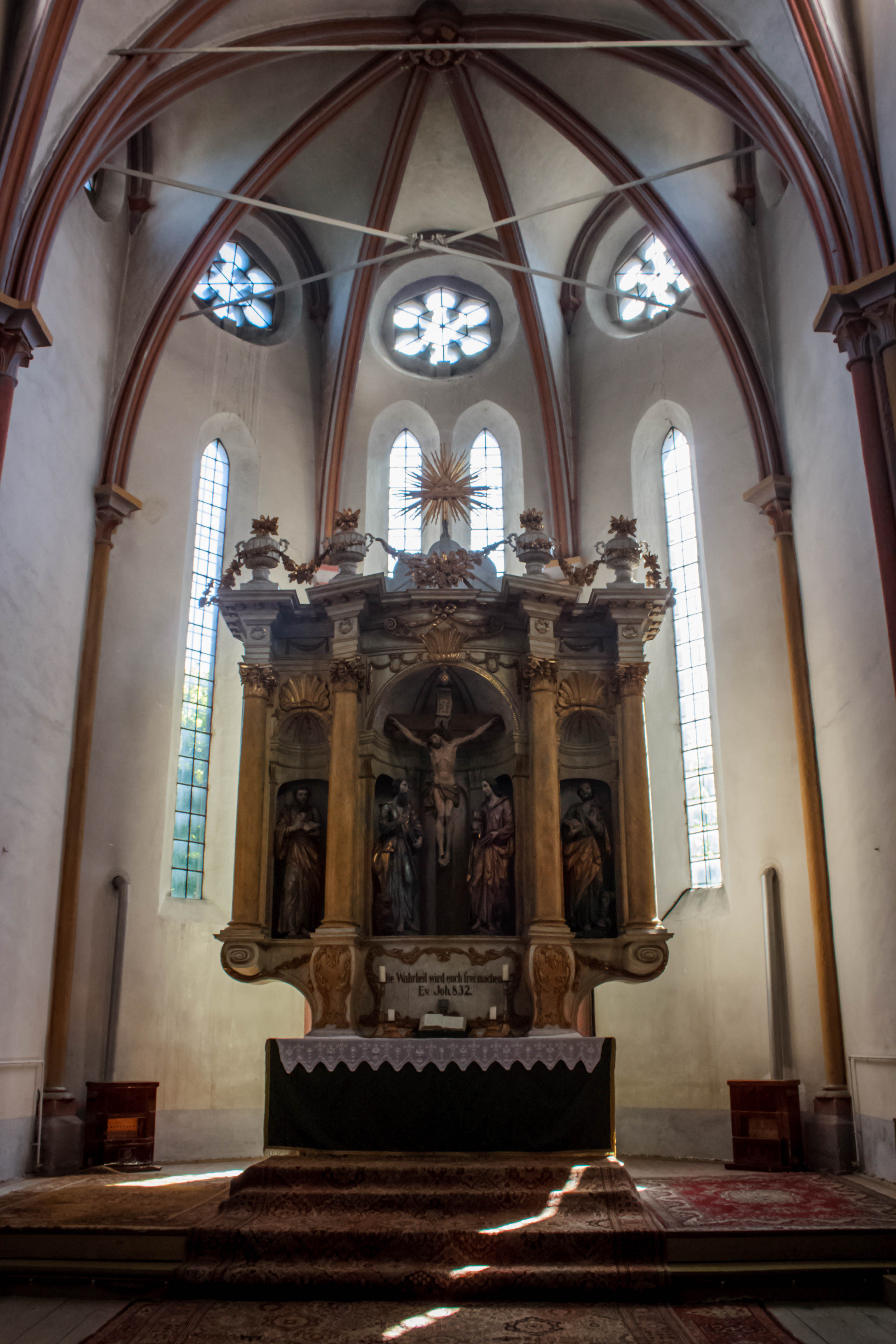
Altarul bisericii
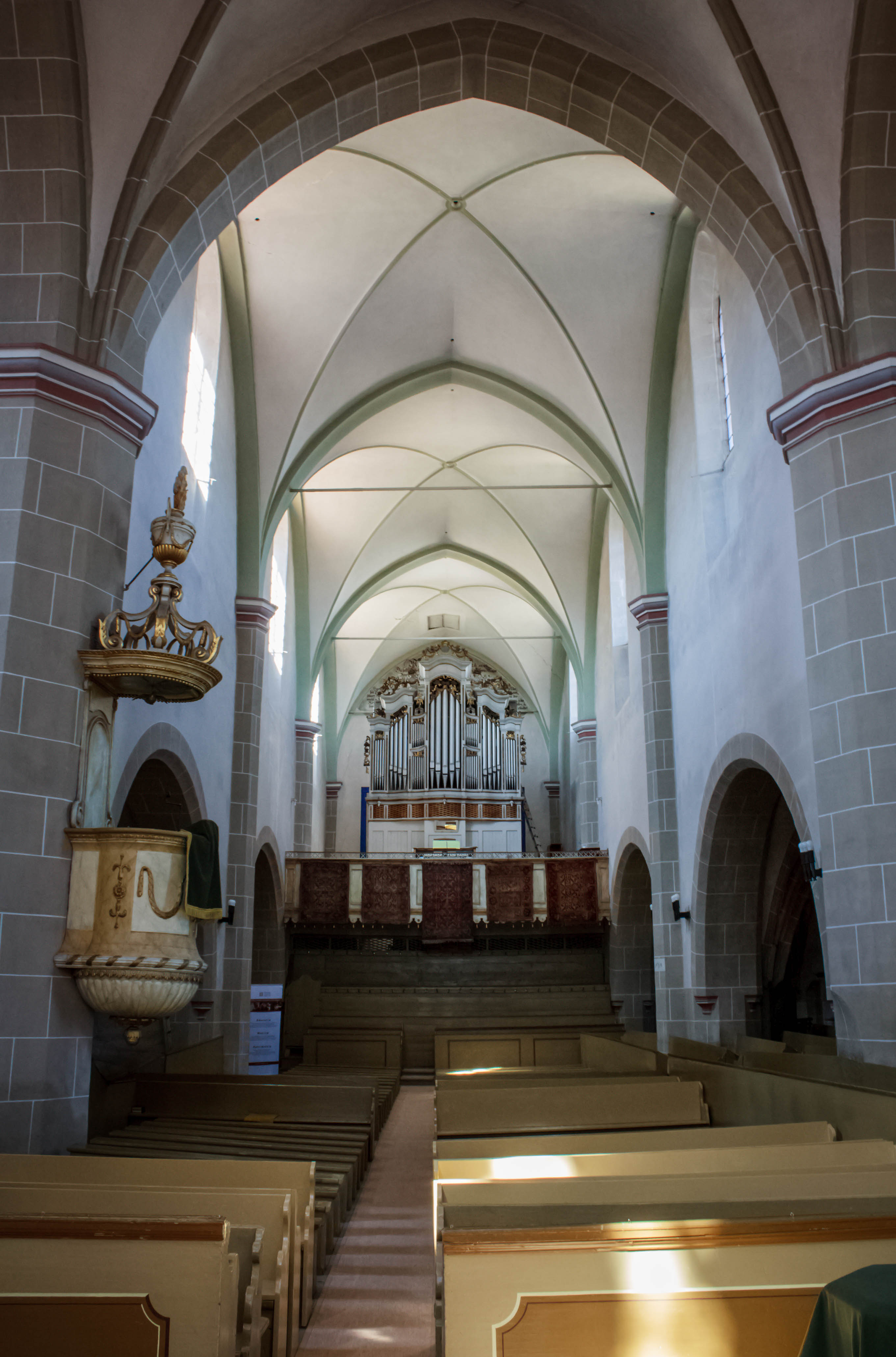
Interiorul bisericii cu amvonul și orga
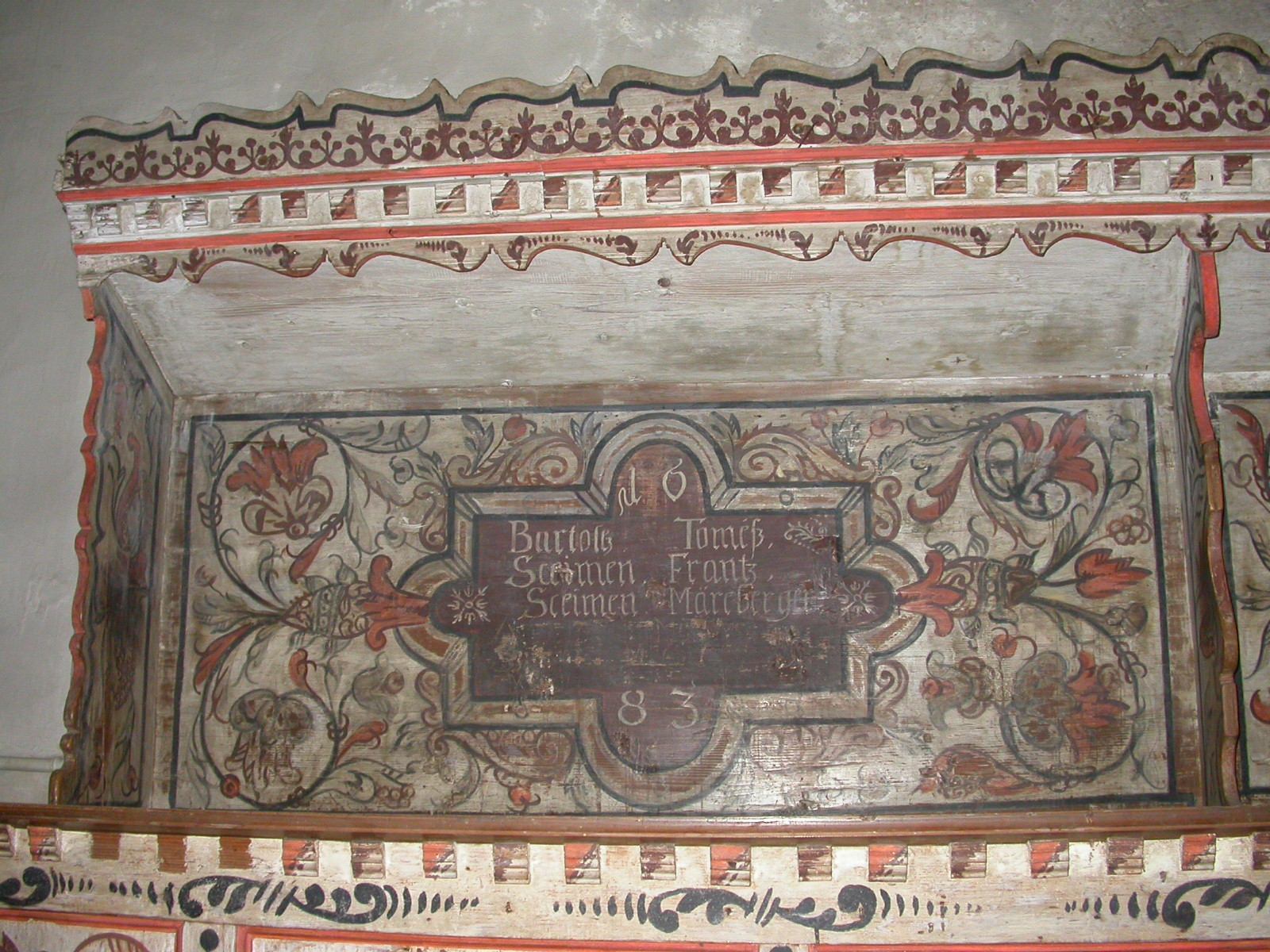
Strană veche din 1683
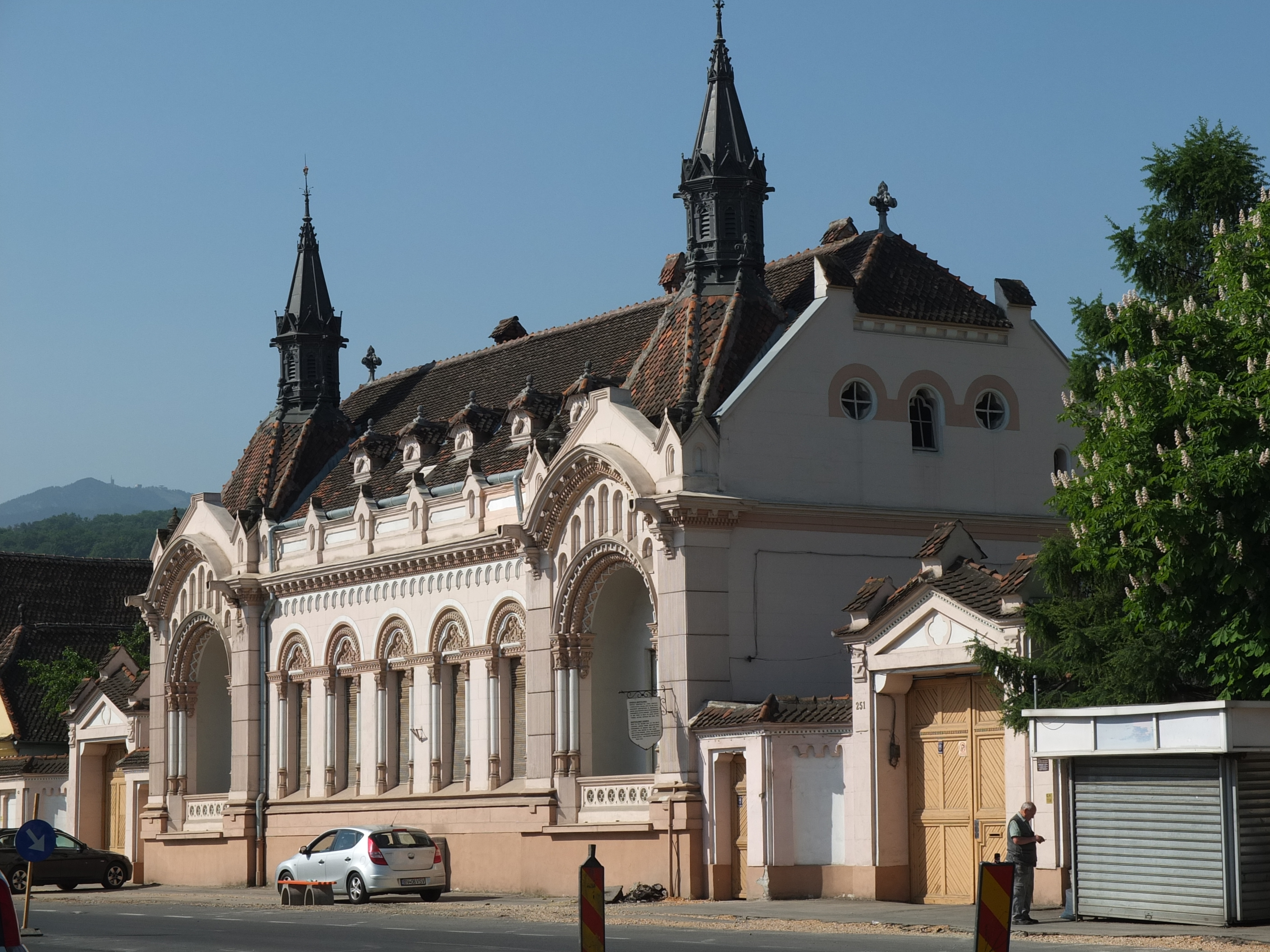
Casa parohială a bisericii